# Adolf von Henselt
Adolf von Henselt (ur. 2 maja 1814 w Schwabach, zm. 10 października 1889 w Warmbrunn) – niemiecki kompozytor i pianista epoki romantyzmu, uczeń Johanna Nepomuka Hummla i Simona Sechtera.
Od 1838 mieszkał w Petersburgu, gdzie pełnił stanowisko dworskiego pianisty oraz nauczyciela carskich dzieci. Jego nauczycielem był Hummel, ale technika dynamiczna była u obu instrumentalistów odmienna i wg Edwarda Dannreuthera styl gry Henselta można było opisać jako pośredni między Hummlem a Ferencem Lisztem. Jego zdolności pianistyczne zdobyły uznanie m.in. Liszta i Roberta Schumanna. Poza fortepianową literaturą salonową Henselt był kompozytorem m.in. Koncertu f-moll op. 16 oraz dwóch zbiorów etiud liczących po dwanaście utworów (op. 2 i 5).